# 수도권 전철 경의·중앙선
수도권 전철 경의·중앙선(首都圈 電鐵 京義·中央線), 약칭 경중선(京中線)은 경의선, 용산선, 경원선, 중앙선을 경유한 수도권 전철의 운행 계통이다. 임진강역, 문산역부터 용문역, 지평역, 서울역까지 운행된 수도권 전철의 운행 계통이다. 기존 수도권 전철 경의선과 수도권 전철 중앙선을 통폐합한 운행 계통으로 안내에 사용된 노선 색상은 ●연옥색이다. 통행방향은 어디서든 좌측통행이다.

## 연혁
- 2014년 12월 27일: 용산선 공덕~용산 구간 개통과 함께 수도권 전철 경의선과 수도권 전철 중앙선이 하나의 운행 계통으로 통폐합되어 상호 직결 운행이 가능하게 됨 (야당역과 효창공원앞역 제외)
- 2015년 10월 31일: 야당역 개통
- 2016년 4월 30일: 효창공원앞역 개통
- 2016년 5월 16일~7월 15일: 서울역 북부 선로개량공사로 인해 서울역 착발 열차가 하루 왕복 12회(평일 출근시간대 한정)를 제외하고 신촌역으로 운행 구간 단축
- 2017년 1월 21일: 중앙선 용문~지평 구간 개통
- 2017년 11월 24일~11월 27일: 경의선 서울역 역사 이전으로 영업 일시중단 신촌역으로 운행 구간 단축
- 2017년 11월 28일: 서울역 승강장 구역사(문화역서울 284)로 이전해 영업재개
- 2020년 3월 28일: 문산~임진강 구간 개통
- 2021년 12월 11일: 임진강~도라산 구간 개통
- 2022년 2월 12일: 임진강~도라산 구간 운행 중지.
- 2022년 12월 17일: 운천역 개통
- 2023년 11월 21일: 화전역이 한국항공대역으로 역명 변경
- 2024년 8월 9일: 임진강~도라산 구간 운행 재개.

## 운영
- 주: 아래 설명에서 상행은 문산 방향, 하행은 서울 또는 용문 또는 지평 방향을 가리키는 것으로, 이는 한국철도공사에서 제공하는 시간표의 구분을 따른 것이다.
- 아래 운행계통도 및 시간표를 참조

### 문산~용문(지평) 운행 계통
경의선, 용산선, 경원선, 중앙선 등을 경유하며, 배차는 덕소행 9~15분, 용문행은 출퇴근시간 9~10분과 평상시 20~30분 가량이다. 평일 출근시간대는 대부분 열차가 전 구간을 운행한다. 나머지 시간대는 문산행, 덕소행, 팔당행, 용문행 등으로 운행된다. 지평행은 평일에는 하루 편도 6회와 왕복 12회로 운행되고 주말, 공휴일에는 하루 편도 5회와 왕복 10회로 운행된다.
중간 시종착의 경우에는 일산행, 대곡행, 능곡행, 수색행, 용산행, 청량리행, 덕소행, 팔당행 등으로 운행하며, 당초 계획은 양방향 상시 급행을 운행할 예정이었으나 6량화 무산과 8량 편성 부족 등을 이유로 실현되지 못했다. 이로 인해 평일 출퇴근시간대를 한정으로 기존에 운행된 급행을 연장 운행하며, 자전거열차는 주말 용산 ~ 양평 전용 운행 계통이 폐지되어 혼용 운행된다.

#### 경의선 급행
출근시간대 상행 2회, 하행 3회와 퇴근시간대 상행 2회, 하행 1회로 운행한다. 운행 환경에 따라 행선지가 덕소급행과 팔당급행으로 운행하며, 정차역은 수도권 전철 경의선 시절과 동일하다. 운정역은 운행 시각에 따라 정차 유무가 다르며, 출근시간대 하행 3회와 퇴근시간대 상행 1회가 정차한다.
- 정차역 : 문산 - 금촌 - 금릉 - 운정 - 탄현 - 일산 - 백마 - 대곡 - 행신 - 디지털미디어시티 - 홍대입구 - 공덕 - 용산 이후 경원선, 중앙선 구간은 각역정차

#### 중앙선 급행
수도권 전철 중앙선 시절 운행된 급행열차를 용문급행으로 연장 운행하며, 출근시간대 상행 2회와 퇴근시간대 하행 2회로 운행된다. 상행은 수색역까지만 운행하고 하행은 문산역에서 출발한다.
- 정차역 : 경의선, 용산선 구간은 각역정차 - 용산 - 이촌 - 옥수 - 왕십리 - 청량리 - 회기 - 상봉 - 구리 - 도농 - 덕소 - 도심 - 양수 - 양평 - 용문

### 문산 ~ 서울 운행 계통
경의선 통근열차 시절부터 운행을 시작하였으며, 수도권 전철 경의선 개통 이후에도 유지되어 운행한다. 경의중앙선 개통과 함께 몇차례 개편되면서 평일시간대는 낮 12시 ~ 오후 4시 기준으로 전 편성이 급행열차로 전환되어 운행되는 것을 제외하면 기존에 운행하던대로 운행한다. 주말과 공휴일은 첫/막차 포함 각각 후편성 2편성과 전편성 2편성 정도를 제외하면 대곡 착발로 운행하며, 4량 9편성이 운행된다.
배차는 출퇴근시간 30분과 평상시는 1시간이며, 이는 수도권철도차량정비단의 KTX와 수색차량사업소의 일반열차 입·출고로 인한 선로용량 포화상태 때문이다. 따라서 서울역과 신촌역의 역 번호는 공식적인 경의선으로는 본선이지만 수도권 전철의 안내 체계상으로는 지선 형태의 역번호를 갖게 되었다.

#### 급행
출퇴근시간대에 상하행 8회로 운행되며, 평상시를 제외한 낮 12시와 오후 2시 ~ 4시 가량에도 서울역 착발 문산행은 급행으로 운행된다.
- 정차역 : 서울 - 신촌 - 가좌 - 디지털미디어시티 - 행신 - 대곡 - 백마 - 일산 - 운정 - 금촌 - 문산

### 문산~임진강 운행 계통
문산역과 임진강역을 반복 운행하는 셔틀전철 형태로 운행되며 평일에는 2회, 주말에는 4회로 운행하며 주로 운행 편성은 4량 편성인 한국철도공사 381000호대 전동차로 울산광역시 울주군에 위치한 울산차량사업소로 이관될 때까지 운행된다.

### 임진강 ~ 도라산 운행 계통
2021년 11월 27일 경의선 임진강 ~ 도라산역 구간만 반복 운행한 셔틀전철 형태로 운행되며, 민간인출입통제구역 출입시 군사경찰의 검문 절차(신분증 필요)를 거쳐야 해당 열차를 이용할 수 있을 예정이었다. 주말에만 왕복 2회 편도 1회만 운행한다. 수도권 환승 요금제가 적용되지 않는다. 하지만 2021년 11월 26일 코로나19 확진자 증가추세에 따라 국가 안보 문제 및 민통선 인근 확산 우려로 셔틀 전철 운행을 당분간 보류한 바 있다. 2021년 12월 11일부터 매주 토,일 매주 1회 운행된다. 2022년 2월 12일부터 다시 운행이 중지되었다. 2024년 8월 9일부터 매달 둘째주 금 매달 1회 운행된다.

## 차량
- 한국철도공사 319000호대 전동차 (도라산 - 임진강 - 문산 - 가좌 - 서울역, 용산 (4량))
- 한국철도공사 321000호대 전동차 (문산 - 용문 - 지평 (8량))
- 한국철도공사 331000호대 전동차 (문산 - 용문 - 지평 (8량), 임진강 - 문산 - 가좌 - 서울역, 용산 (4량))
- 한국철도공사 351000호대 전동차(6량) (● 수도권 전철 수인·분당선 공용구간: 왕십리 - 청량리) 구간에만 운행
- 한국철도공사 361000호대 전동차(8량) (● 수도권 전철 경춘선 공용구간: 청량리 - 망우) 구간에만 운행
- 한국철도공사 381000호대 전동차 (도라산 - 임진강 - 문산 - 가좌 - 서울역, 용산 (4량))
- 한국철도공사 391000호대 전동차 (서해선 공용구간: 능곡 - 일산 (4량))

321000호대는 용문차량사업소에 배속되어 있고 319000, 381000, 331000호대 등은 문산차량사업소에 배속되어 있다. 321000호대 열차의 중검수는 이문차량사업소에서 시행하다 문산차량사업소로 이관되었다.

## 역 목록
- ●: 급행 정차
- ｜: 급행 미정차
- ▲: 급행 일부 정차
- 연두색 (■): 수도권 전철 서해선 공용 구간
- 청록색 (■): 수도권 전철 경춘선 공용 구간

### 경의선 계통
| 역 번호 | 역명             | 로마자 역명           | 한자 역명      | 급행 | 접속 노선                                                                                     | 역간 거리 | 누적 거리 | 소재지     | 소재지   |
| ------- | ---------------- | --------------------- | -------------- | ---- | --------------------------------------------------------------------------------------------- | --------- | --------- | ---------- | -------- |
| K335    | 문산             | Munsan                | 文山           | ●    | ● 수도권 전철 경의·중앙선 (도라산, 임진강 방면)                                               | -         | 0.0       | 경기도     | 파주시   |
| K334    | 파주             | Paju                  | 坡州           | ｜   |                                                                                               | 4.4       | 4.4       | 경기도     | 파주시   |
| K333    | 월롱             | Wollong               | 月籠           | ｜   |                                                                                               | 2.2       | 6.6       | 경기도     | 파주시   |
| K331    | 금촌             | Geumchon              | 金村           | ●    |                                                                                               | 4.1       | 10.7      | 경기도     | 파주시   |
| K330    | 금릉             | Geumneung             | 金陵           | ▲    |                                                                                               | 2.1       | 12.8      | 경기도     | 파주시   |
| K329    | 운정             | Unjeong               | 雲井           | ●    |                                                                                               | 3.1       | 15.9      | 경기도     | 파주시   |
| K328    | 야당             | Yadang                | 野塘           | ●    |                                                                                               | 2.1       | 18.0      | 경기도     | 파주시   |
| K327    | 탄현             | Tanhyeon              | 炭峴           | ●    |                                                                                               | 1.5       | 19.5      | 경기도     | 고양시   |
| K326    | 일산             | Ilsan                 | 一山           | ●    |                                                                                               | 1.7       | 21.2      | 경기도     | 고양시   |
| K325    | 풍산             | Pungsan               | 楓山           | ｜   |                                                                                               | 1.9       | 23.1      | 경기도     | 고양시   |
| K324    | 백마             | Baengma               | 白馬           | ●    |                                                                                               | 1.7       | 24.8      | 경기도     | 고양시   |
| K323    | 곡산             | Goksan                | 谷山           | ｜   |                                                                                               | 1.6       | 26.4      | 경기도     | 고양시   |
| K322    | 대곡             | Daegok                | 大谷           | ●    | ● 수도권 전철 3호선 ● 수도권 광역급행철도 A노선 교외선                                        | 1.7       | 28.1      | 경기도     | 고양시   |
| K321    | 능곡             | Neunggok              | 陵谷           | ｜   | ● 수도권 전철 서해선                                                                          | 1.8       | 29.9      | 경기도     | 고양시   |
| K320    | 행신             | Haengsin              | 幸信           | ●    |                                                                                               | 1.5       | 31.4      | 경기도     | 고양시   |
| K319    | 강매             | Gangmae               | 江梅           | ｜   |                                                                                               | 0.9       | 32.3      | 경기도     | 고양시   |
| K318    | 한국항공대       | Korea Aerospace Univ. | 韓國航空大     | ｜   |                                                                                               | 2.5       | 34.8      | 경기도     | 고양시   |
| K317    | 수색             | Susaek                | 水色           | ▲    |                                                                                               | 3.4       | 38.2      | 서울특별시 | 은평구   |
| K316    | 디지털미디어시티 | Digital Media City    | 可山東區靑麻洞 | ●    | ● 서울 지하철 6호선 ● 인천국제공항철도                                                        | 0.6       | 38.8      | 서울특별시 | 은평구   |
| K315    | 가좌             | Gajwa                 | 加佐           | ●    | ● 수도권 전철 경의·중앙선 (용문, 지평 방면)                                                   | 1.7       | 40.5      | 서울특별시 | 마포구   |
| P314    | 신촌             | Sinchon               | 新村           | ●    |                                                                                               | 7.7       | 48.2      | 서울특별시 | 서대문구 |
| P313    | 서울역           | Seoul Station         | 서울驛         | ●    | ● 수도권 전철 1호선 ● 수도권 전철 4호선 ● 인천국제공항철도 경부선 ● 수도권 광역급행철도 A노선 | 9.1       | 51.3      | 서울특별시 | 중구     |

#### 문산 ~ 도라산[2]
| 역번호 | 역명   | 로마자 역명 | 한자 역명 | 접속 노선                                     | 역간 거리(km) | 영업 거리(km) | 소재지 | 소재지 | 비고 |
| ------ | ------ | ----------- | --------- | --------------------------------------------- | ------------- | ------------- | ------ | ------ | ---- |
| K335   | 문산   | Munsan      | 文山      | ● 수도권 전철 경의·중앙선 (용문, 서울역 방면) | 0.0           | 0.0           | 경기도 | 파주시 |      |
| K336   | 운천   | Uncheon     | 雲泉      |                                               | 3.7           | 3.7           | 경기도 | 파주시 |      |
| K337   | 임진강 | Imjingang   | 臨津江    |                                               | 2.3           | 6.0           | 경기도 | 파주시 |      |
| K338   | 도라산 | Dorasan     | 都羅山    |                                               | 3.7           | 9.7           | 경기도 | 파주시 |      |

#### 용산~가좌
| 역번호                           | 역명       | 로마자 역명   | 한자 역명  | 문산 급행 | 접속 노선                                                  | 역간 거리(km) | 영업 거리(km) | 소재지     | 소재지   | 소재지 |
| -------------------------------- | ---------- | ------------- | ---------- | --------- | ---------------------------------------------------------- | ------------- | ------------- | ---------- | -------- | ------ |
| ↑ 경원선 이촌역 방면             |            |               |            |           |                                                            |               |               |            |          |        |
| K110                             | 용산       | Yongsan       | 龍山       | ●         | ● 수도권 전철 1호선 경부선 경원선                          | 0.0           | 0.0           | 서울특별시 | 용산구   |        |
| K311                             | 효창공원앞 | Hyochang Park | 孝昌公園앞 | ｜        | ● 서울 지하철 6호선                                        | 1.5           | 1.5           | 서울특별시 | 용산구   |        |
| K312                             | 공덕       | Gongdeok      | 孔德       | ●         | ● 수도권 전철 5호선 ● 서울 지하철 6호선 ● 인천국제공항철도 | 1.0           | 2.5           | 서울특별시 | 마포구   |        |
| K313                             | 서강대     | Sogang Univ.  | 西江大     | ｜        |                                                            | 1.9           | 4.4           | 서울특별시 | 마포구   |        |
| K314                             | 홍대입구   | Hongik Univ.  | 弘大入口   | ●         | ● 서울 지하철 2호선 ● 인천국제공항철도                     | 0.9           | 5.3           | 서울특별시 | 마포구   |        |
| K315                             | 가좌       | Gajwa         | 加佐       | ●         | ● 수도권 전철 경의·중앙선 (문산 방면)                      | 1.7           | 7.0           | 서울특별시 | 서대문구 |        |
| ↓ 경의선 디지털미디어시티역 방면 |            |               |            |           |                                                            |               |               |            |          |        |

### 중앙선계통
| 역 번호            | 역명               | 로마자 역명        | 한자 역명          | 급행               | 접속 노선                                                         | 역간 거리          | 누적 거리          | 소재지             | 소재지             |
| ▲ 경의선 계통 직통 | ▲ 경의선 계통 직통 | ▲ 경의선 계통 직통 | ▲ 경의선 계통 직통 | ▲ 경의선 계통 직통 | ▲ 경의선 계통 직통                                                | ▲ 경의선 계통 직통 | ▲ 경의선 계통 직통 | ▲ 경의선 계통 직통 | ▲ 경의선 계통 직통 |
| ------------------ | ------------------ | ------------------ | ------------------ | ------------------ | ----------------------------------------------------------------- | ------------------ | ------------------ | ------------------ | ------------------ |
| K315               | 가좌               | Gajwa              | 加佐               | ●                  | ● 수도권 전철 경의·중앙선 (서울역 방면)                           | 1.7                | 40.5               | 서울특별시         | 마포구             |
| K314               | 홍대입구           | Hongik Univ.       | 弘大入口           | ●                  | ● 서울 지하철 2호선 ● 인천국제공항철도                            | 1.7                | 42.2               | 서울특별시         | 마포구             |
| K313               | 서강대             | Sogang Univ.       | 西江大             | ｜                 |                                                                   | 0.9                | 43.1               | 서울특별시         | 마포구             |
| K312               | 공덕               | Gongdeok           | 孔德               | ●                  | ● 수도권 전철 5호선 ● 서울 지하철 6호선 ● 인천국제공항철도        | 1.9                | 45.0               | 서울특별시         | 마포구             |
| K311               | 효창공원앞         | Hyochang Park      | 孝昌公園앞         | ｜                 | ● 서울 지하철 6호선                                               | 1.0                | 46.0               | 서울특별시         | 용산구             |
| K110               | 용산               | Yongsan            | 龍山               | ●                  | ● 수도권 전철 1호선 경부선                                        | 1.5                | 47.5               | 서울특별시         | 용산구             |
| K111               | 이촌               | Ichon              | 二村               | ●                  | ● 수도권 전철 4호선                                               | 1.9                | 49.4               | 서울특별시         | 용산구             |
| K112               | 서빙고             | Seobinggo          | 西氷庫             | ｜                 |                                                                   | 1.7                | 51.1               | 서울특별시         | 용산구             |
| K113               | 한남               | Hannam             | 漢南               | ｜                 |                                                                   | 1.9                | 53.0               | 서울특별시         | 용산구             |
| K114               | 옥수               | Oksu               | 玉水               | ●                  | ● 수도권 전철 3호선                                               | 1.6                | 54.6               | 서울특별시         | 성동구             |
| K115               | 응봉               | Eungbong           | 鷹峰               | ｜                 |                                                                   | 1.8                | 56.4               | 서울특별시         | 성동구             |
| K116               | 왕십리             | Wangsimni          | 往十里             | ●                  | ● 서울 지하철 2호선 ● 수도권 전철 5호선 ● 수도권 전철 수인·분당선 | 1.4                | 57.8               | 서울특별시         | 성동구             |
| K117               | 청량리             | Cheongnyangni      | 淸凉里             | ●                  | ● 수도권 전철 1호선 ● 수도권 전철 수인·분당선(일부) 경원선 중앙선 | 2.4                | 60.2               | 서울특별시         | 동대문구           |
| K118               | 회기               | Hoegi              | 回基               | ●                  | ● 수도권 전철 1호선                                               | 1.4                | 61.6               | 서울특별시         | 동대문구           |
| K119               | 중랑               | Jungnang           | 中浪               | ｜                 |                                                                   | 1.8                | 63.4               | 서울특별시         | 중랑구             |
| K120               | 상봉               | Sangbong           | 上鳳               | ●                  | ● 서울 지하철 7호선 ● 수도권 전철 경춘선 중앙선                   | 0.8                | 64.2               | 서울특별시         | 중랑구             |
| K121               | 망우               | Mangu              | 忘憂               | ｜                 | ● 수도권 전철 경춘선                                              | 0.6                | 64.8               | 서울특별시         | 중랑구             |
| K122               | 양원               | Yangwon            | 養源               | ｜                 |                                                                   | 1.7                | 66.5               | 서울특별시         | 중랑구             |
| K123               | 구리               | Guri               | 九里               | ●                  | ● 수도권 전철 8호선                                               | 3.2                | 69.7               | 경기도             | 구리시             |
| K124               | 도농               | Donong             | 陶農               | ●                  |                                                                   | 1.7                | 71.4               | 경기도             | 남양주시           |
| K125               | 양정               | Yangjeong          | 養正               | ｜                 |                                                                   | 3.7                | 75.1               | 경기도             | 남양주시           |
| K126               | 덕소               | Deokso             | 德沼               | ●                  | 중앙선                                                            | 2.3                | 77.4               | 경기도             | 남양주시           |
| K127               | 도심               | Dosim              | 陶深               | ●                  |                                                                   | 1.5                | 78.9               | 경기도             | 남양주시           |
| K128               | 팔당               | Paldang            | 八堂               | ▲                  | 화물열차                                                          | 4.2                | 83.1               | 경기도             | 남양주시           |
| K129               | 운길산             | Ungilsan           | 雲吉山             | ｜                 |                                                                   | 6.4                | 89.5               | 경기도             | 남양주시           |
| K130               | 양수               | Yangsu             | 兩水               | ●                  |                                                                   | 1.9                | 91.4               | 경기도             | 양평군             |
| K131               | 신원               | Sinwon             | 新院               | ｜                 |                                                                   | 4.7                | 96.1               | 경기도             | 양평군             |
| K132               | 국수               | Guksu              | 菊秀               | ｜                 |                                                                   | 2.9                | 99.0               | 경기도             | 양평군             |
| K133               | 아신               | Asin               | 我新               | ｜                 |                                                                   | 4.1                | 103.1              | 경기도             | 양평군             |
| K134               | 오빈               | Obin               | 梧濱               | ｜                 |                                                                   | 2.8                | 105.9              | 경기도             | 양평군             |
| K135               | 양평               | Yangpyeong         | 楊平               | ●                  | 중앙선                                                            | 2.2                | 108.1              | 경기도             | 양평군             |
| K136               | 원덕               | Wondeok            | 元德               | ｜                 |                                                                   | 5.8                | 113.9              | 경기도             | 양평군             |
| K137               | 용문               | Yongmun            | 龍門               | ●                  | 중앙선                                                            | 4.8                | 118.7              | 경기도             | 양평군             |
| K138               | 지평               | Jipyeong           | 砥平               |                    | 중앙선                                                            | 3.8                | 122.5              | 경기도             | 양평군             |

## 같이 보기
- 경의선
- 중앙선
- 용산선
- 수도권 전철 경의선
- 수도권 전철 중앙선